# Tabanus laticornis
Tabanus laticornis är en tvåvingeart som först beskrevs av Schuurmans Stekhoven 1926.  Tabanus laticornis ingår i släktet Tabanus och familjen bromsar. Inga underarter finns listade i Catalogue of Life.